# Vachoniochactas roraima
Espèce
Vachoniochactas roraima est une espèce de scorpions de la famille des Chactidae.

## Distribution
Cette espèce se rencontre à la frontière du Venezuela, du Brésil et du Guyana à 1 380 m d'altitude sur le mont Roraima.

## Description
Le mâle holotype mesure 18,5 mm et la femelle paratype 18,4 mm.

## Étymologie
Son nom d'espèce lui a été donné en référence au lieu de sa découverte, le mont Roraima.

## Publication originale
- Lourenço & Duhem, 2009 : The genus Vachoniochactas González-Sponga (Scorpiones, Chactidae), a model of relictual distribution in past refugia of the Guayana region of South America. Comptes Rendus Biologies, vol. 332, no 12, p. 1085–1091.